# قادر كامارا
قادر كامارا (بالفرنسية: Kader Camara)‏ هو لاعب كرة قدم غيني، ولد في 18 مارس 1982 في كوناكري في غينيا. شارك مع منتخب غينيا لكرة القدم. أما مع النوادي، فقد لعب مع سيركل بروج ونادي قبله.

## وصلات خارجية
- قادر كامارا على موقع قاعدة بيانات كرة القدم.إي يو (الإنجليزية)
- قادر كامارا على موقع ناشيونال فوتبول تيمز (الإنجليزية)
- قادر كامارا على موقع Soccerway.com (الإنجليزية)